# Ганальський хребет
Гана́льський хребе́т або Ганальські Востряки (рос. Гана́льский хребе́т) — гірський хребет на південному сході півострова Камчатки Камчатського краю Росії.

## Географія
Хребет складає південну частину гірської системи Східного хребта. Простягається приблизно на 95 км, від долини річки Плотникова на північ до верхів'я річки Падь Стєновая (вершина 2083 м), а далі на північ — північний схід до верхів'я річок Бистрої та Авачі. На півдні межує із хребтами Халзан та Бистринським (долина річки Плотникова). На заході — з Центральнокамчатською низовиною, на півночі — з Валагінським хребтом, на сході — з долиною річки Авачі.
Хребет являє собою горстовий масив із зазубреним гребенем, складений гнейсами і кристалічними сланцями протерозою і нижнього палеозою, а також гранітами і ефузивними породами більш молодого віку. Найвищі вершини близько підносяться до лінії вічного снігу і сягають висоти 1475–1750 м над рівнем моря. Максимальна висота — вулкан Бакенінг, 2278 м. Найвищі вершини — гора Юрчик (2058 м), вершини б/н 2083 та 2014 м, гора Скалиста (2015 м).

## Фауна та флора
Рослинність носить альпійський характер. Нижні частини схилів вкриті заростями кам'яної берези (береза Ермана), верби арктичної, водяниці чорної, кедрового стланика, рододендрону сибірського (п'яна трава). У скелях водяться гірські барани й арктичні ховрахи.

### Топографічні карти
- Аркуш карти N-57 Петропавловськ-Камчатський. Масштаб: 1 : 1 000 000. Видання 1967 р.
- Аркуш карти N-57-В Петропавловськ-Камчатський. Масштаб: 1:500 000. Видання 1963 р.